# 1608
Portal Geschichte | Portal Biografien | Aktuelle Ereignisse | Jahreskalender | Tagesartikel

◄ |
16. Jahrhundert |
17. Jahrhundert
| 18. Jahrhundert | ►

◄ |
1570er |
1580er |
1590er |
1600er
| 1610er | 1620er | 1630er | ►

◄◄ |
◄ |
1604 |
1605 |
1606 |
1607 |
1608
| 1609 | 1610 | 1611 | 1612 | ► | ►►
Staatsoberhäupter  · Nekrolog   · Musikjahr
| Januar | Januar | Januar | Januar | Januar | Januar | Januar | Januar |
| Kw     | Mo     | Di     | Mi     | Do     | Fr     | Sa     | So     |
| ------ | ------ | ------ | ------ | ------ | ------ | ------ | ------ |
| 1      |        | 1      | 2      | 3      | 4      | 5      | 6      |
| 2      | 7      | 8      | 9      | 10     | 11     | 12     | 13     |
| 3      | 14     | 15     | 16     | 17     | 18     | 19     | 20     |
| 4      | 21     | 22     | 23     | 24     | 25     | 26     | 27     |
| 5      | 28     | 29     | 30     | 31     |        |        |        |

| Februar | Februar | Februar | Februar | Februar | Februar | Februar | Februar |
| Kw      | Mo      | Di      | Mi      | Do      | Fr      | Sa      | So      |
| ------- | ------- | ------- | ------- | ------- | ------- | ------- | ------- |
| 5       |         |         |         |         | 1       | 2       | 3       |
| 6       | 4       | 5       | 6       | 7       | 8       | 9       | 10      |
| 7       | 11      | 12      | 13      | 14      | 15      | 16      | 17      |
| 8       | 18      | 19      | 20      | 21      | 22      | 23      | 24      |
| 9       | 25      | 26      | 27      | 28      | 29      |         |         |

| März | März | März | März | März | März | März | März |
| Kw   | Mo   | Di   | Mi   | Do   | Fr   | Sa   | So   |
| ---- | ---- | ---- | ---- | ---- | ---- | ---- | ---- |
| 9    |      |      |      |      |      | 1    | 2    |
| 10   | 3    | 4    | 5    | 6    | 7    | 8    | 9    |
| 11   | 10   | 11   | 12   | 13   | 14   | 15   | 16   |
| 12   | 17   | 18   | 19   | 20   | 21   | 22   | 23   |
| 13   | 24   | 25   | 26   | 27   | 28   | 29   | 30   |
| 14   | 31   |      |      |      |      |      |      |

| April | April | April | April | April | April | April | April |
| Kw    | Mo    | Di    | Mi    | Do    | Fr    | Sa    | So    |
| ----- | ----- | ----- | ----- | ----- | ----- | ----- | ----- |
| 14    |       | 1     | 2     | 3     | 4     | 5     | 6     |
| 15    | 7     | 8     | 9     | 10    | 11    | 12    | 13    |
| 16    | 14    | 15    | 16    | 17    | 18    | 19    | 20    |
| 17    | 21    | 22    | 23    | 24    | 25    | 26    | 27    |
| 18    | 28    | 29    | 30    |       |       |       |       |

| Mai | Mai | Mai | Mai | Mai | Mai | Mai | Mai |
| Kw  | Mo  | Di  | Mi  | Do  | Fr  | Sa  | So  |
| --- | --- | --- | --- | --- | --- | --- | --- |
| 18  |     |     |     | 1   | 2   | 3   | 4   |
| 19  | 5   | 6   | 7   | 8   | 9   | 10  | 11  |
| 20  | 12  | 13  | 14  | 15  | 16  | 17  | 18  |
| 21  | 19  | 20  | 21  | 22  | 23  | 24  | 25  |
| 22  | 26  | 27  | 28  | 29  | 30  | 31  |     |

| Juni | Juni | Juni | Juni | Juni | Juni | Juni | Juni |
| Kw   | Mo   | Di   | Mi   | Do   | Fr   | Sa   | So   |
| ---- | ---- | ---- | ---- | ---- | ---- | ---- | ---- |
| 22   |      |      |      |      |      |      | 1    |
| 23   | 2    | 3    | 4    | 5    | 6    | 7    | 8    |
| 24   | 9    | 10   | 11   | 12   | 13   | 14   | 15   |
| 25   | 16   | 17   | 18   | 19   | 20   | 21   | 22   |
| 26   | 23   | 24   | 25   | 26   | 27   | 28   | 29   |
| 27   | 30   |      |      |      |      |      |      |

| Juli | Juli | Juli | Juli | Juli | Juli | Juli | Juli |
| Kw   | Mo   | Di   | Mi   | Do   | Fr   | Sa   | So   |
| ---- | ---- | ---- | ---- | ---- | ---- | ---- | ---- |
| 27   |      | 1    | 2    | 3    | 4    | 5    | 6    |
| 28   | 7    | 8    | 9    | 10   | 11   | 12   | 13   |
| 29   | 14   | 15   | 16   | 17   | 18   | 19   | 20   |
| 30   | 21   | 22   | 23   | 24   | 25   | 26   | 27   |
| 31   | 28   | 29   | 30   | 31   |      |      |      |

| August | August | August | August | August | August | August | August |
| Kw     | Mo     | Di     | Mi     | Do     | Fr     | Sa     | So     |
| ------ | ------ | ------ | ------ | ------ | ------ | ------ | ------ |
| 31     |        |        |        |        | 1      | 2      | 3      |
| 32     | 4      | 5      | 6      | 7      | 8      | 9      | 10     |
| 33     | 11     | 12     | 13     | 14     | 15     | 16     | 17     |
| 34     | 18     | 19     | 20     | 21     | 22     | 23     | 24     |
| 35     | 25     | 26     | 27     | 28     | 29     | 30     | 31     |

| September | September | September | September | September | September | September | September |
| Kw        | Mo        | Di        | Mi        | Do        | Fr        | Sa        | So        |
| --------- | --------- | --------- | --------- | --------- | --------- | --------- | --------- |
| 36        | 1         | 2         | 3         | 4         | 5         | 6         | 7         |
| 37        | 8         | 9         | 10        | 11        | 12        | 13        | 14        |
| 38        | 15        | 16        | 17        | 18        | 19        | 20        | 21        |
| 39        | 22        | 23        | 24        | 25        | 26        | 27        | 28        |
| 40        | 29        | 30        |           |           |           |           |           |

| Oktober | Oktober | Oktober | Oktober | Oktober | Oktober | Oktober | Oktober |
| Kw      | Mo      | Di      | Mi      | Do      | Fr      | Sa      | So      |
| ------- | ------- | ------- | ------- | ------- | ------- | ------- | ------- |
| 40      |         |         | 1       | 2       | 3       | 4       | 5       |
| 41      | 6       | 7       | 8       | 9       | 10      | 11      | 12      |
| 42      | 13      | 14      | 15      | 16      | 17      | 18      | 19      |
| 43      | 20      | 21      | 22      | 23      | 24      | 25      | 26      |
| 44      | 27      | 28      | 29      | 30      | 31      |         |         |

| November | November | November | November | November | November | November | November |
| Kw       | Mo       | Di       | Mi       | Do       | Fr       | Sa       | So       |
| -------- | -------- | -------- | -------- | -------- | -------- | -------- | -------- |
| 44       |          |          |          |          |          | 1        | 2        |
| 45       | 3        | 4        | 5        | 6        | 7        | 8        | 9        |
| 46       | 10       | 11       | 12       | 13       | 14       | 15       | 16       |
| 47       | 17       | 18       | 19       | 20       | 21       | 22       | 23       |
| 48       | 24       | 25       | 26       | 27       | 28       | 29       | 30       |

| Dezember | Dezember | Dezember | Dezember | Dezember | Dezember | Dezember | Dezember |
| Kw       | Mo       | Di       | Mi       | Do       | Fr       | Sa       | So       |
| -------- | -------- | -------- | -------- | -------- | -------- | -------- | -------- |
| 49       | 1        | 2        | 3        | 4        | 5        | 6        | 7        |
| 50       | 8        | 9        | 10       | 11       | 12       | 13       | 14       |
| 51       | 15       | 16       | 17       | 18       | 19       | 20       | 21       |
| 52       | 22       | 23       | 24       | 25       | 26       | 27       | 28       |
| 1        | 29       | 30       | 31       |          |          |          |          |

| Januar | Januar | Januar | Januar | Januar | Januar | Januar | Januar |
| Kw     | Mo     | Di     | Mi     | Do     | Fr     | Sa     | So     |
| ------ | ------ | ------ | ------ | ------ | ------ | ------ | ------ |
| 1      |        | 1      | 2      | 3      | 4      | 5      | 6      |
| 2      | 7      | 8      | 9      | 10     | 11     | 12     | 13     |
| 3      | 14     | 15     | 16     | 17     | 18     | 19     | 20     |
| 4      | 21     | 22     | 23     | 24     | 25     | 26     | 27     |
| 5      | 28     | 29     | 30     | 31     |        |        |        |

| Februar | Februar | Februar | Februar | Februar | Februar | Februar | Februar |
| Kw      | Mo      | Di      | Mi      | Do      | Fr      | Sa      | So      |
| ------- | ------- | ------- | ------- | ------- | ------- | ------- | ------- |
| 5       |         |         |         |         | 1       | 2       | 3       |
| 6       | 4       | 5       | 6       | 7       | 8       | 9       | 10      |
| 7       | 11      | 12      | 13      | 14      | 15      | 16      | 17      |
| 8       | 18      | 19      | 20      | 21      | 22      | 23      | 24      |
| 9       | 25      | 26      | 27      | 28      | 29      |         |         |

| März | März | März | März | März | März | März | März |
| Kw   | Mo   | Di   | Mi   | Do   | Fr   | Sa   | So   |
| ---- | ---- | ---- | ---- | ---- | ---- | ---- | ---- |
| 9    |      |      |      |      |      | 1    | 2    |
| 10   | 3    | 4    | 5    | 6    | 7    | 8    | 9    |
| 11   | 10   | 11   | 12   | 13   | 14   | 15   | 16   |
| 12   | 17   | 18   | 19   | 20   | 21   | 22   | 23   |
| 13   | 24   | 25   | 26   | 27   | 28   | 29   | 30   |
| 14   | 31   |      |      |      |      |      |      |

| April | April | April | April | April | April | April | April |
| Kw    | Mo    | Di    | Mi    | Do    | Fr    | Sa    | So    |
| ----- | ----- | ----- | ----- | ----- | ----- | ----- | ----- |
| 14    |       | 1     | 2     | 3     | 4     | 5     | 6     |
| 15    | 7     | 8     | 9     | 10    | 11    | 12    | 13    |
| 16    | 14    | 15    | 16    | 17    | 18    | 19    | 20    |
| 17    | 21    | 22    | 23    | 24    | 25    | 26    | 27    |
| 18    | 28    | 29    | 30    |       |       |       |       |

| Mai | Mai | Mai | Mai | Mai | Mai | Mai | Mai |
| Kw  | Mo  | Di  | Mi  | Do  | Fr  | Sa  | So  |
| --- | --- | --- | --- | --- | --- | --- | --- |
| 18  |     |     |     | 1   | 2   | 3   | 4   |
| 19  | 5   | 6   | 7   | 8   | 9   | 10  | 11  |
| 20  | 12  | 13  | 14  | 15  | 16  | 17  | 18  |
| 21  | 19  | 20  | 21  | 22  | 23  | 24  | 25  |
| 22  | 26  | 27  | 28  | 29  | 30  | 31  |     |

| Juni | Juni | Juni | Juni | Juni | Juni | Juni | Juni |
| Kw   | Mo   | Di   | Mi   | Do   | Fr   | Sa   | So   |
| ---- | ---- | ---- | ---- | ---- | ---- | ---- | ---- |
| 22   |      |      |      |      |      |      | 1    |
| 23   | 2    | 3    | 4    | 5    | 6    | 7    | 8    |
| 24   | 9    | 10   | 11   | 12   | 13   | 14   | 15   |
| 25   | 16   | 17   | 18   | 19   | 20   | 21   | 22   |
| 26   | 23   | 24   | 25   | 26   | 27   | 28   | 29   |
| 27   | 30   |      |      |      |      |      |      |

| Juli | Juli | Juli | Juli | Juli | Juli | Juli | Juli |
| Kw   | Mo   | Di   | Mi   | Do   | Fr   | Sa   | So   |
| ---- | ---- | ---- | ---- | ---- | ---- | ---- | ---- |
| 27   |      | 1    | 2    | 3    | 4    | 5    | 6    |
| 28   | 7    | 8    | 9    | 10   | 11   | 12   | 13   |
| 29   | 14   | 15   | 16   | 17   | 18   | 19   | 20   |
| 30   | 21   | 22   | 23   | 24   | 25   | 26   | 27   |
| 31   | 28   | 29   | 30   | 31   |      |      |      |

| August | August | August | August | August | August | August | August |
| Kw     | Mo     | Di     | Mi     | Do     | Fr     | Sa     | So     |
| ------ | ------ | ------ | ------ | ------ | ------ | ------ | ------ |
| 31     |        |        |        |        | 1      | 2      | 3      |
| 32     | 4      | 5      | 6      | 7      | 8      | 9      | 10     |
| 33     | 11     | 12     | 13     | 14     | 15     | 16     | 17     |
| 34     | 18     | 19     | 20     | 21     | 22     | 23     | 24     |
| 35     | 25     | 26     | 27     | 28     | 29     | 30     | 31     |

| September | September | September | September | September | September | September | September |
| Kw        | Mo        | Di        | Mi        | Do        | Fr        | Sa        | So        |
| --------- | --------- | --------- | --------- | --------- | --------- | --------- | --------- |
| 36        | 1         | 2         | 3         | 4         | 5         | 6         | 7         |
| 37        | 8         | 9         | 10        | 11        | 12        | 13        | 14        |
| 38        | 15        | 16        | 17        | 18        | 19        | 20        | 21        |
| 39        | 22        | 23        | 24        | 25        | 26        | 27        | 28        |
| 40        | 29        | 30        |           |           |           |           |           |

| Oktober | Oktober | Oktober | Oktober | Oktober | Oktober | Oktober | Oktober |
| Kw      | Mo      | Di      | Mi      | Do      | Fr      | Sa      | So      |
| ------- | ------- | ------- | ------- | ------- | ------- | ------- | ------- |
| 40      |         |         | 1       | 2       | 3       | 4       | 5       |
| 41      | 6       | 7       | 8       | 9       | 10      | 11      | 12      |
| 42      | 13      | 14      | 15      | 16      | 17      | 18      | 19      |
| 43      | 20      | 21      | 22      | 23      | 24      | 25      | 26      |
| 44      | 27      | 28      | 29      | 30      | 31      |         |         |

| November | November | November | November | November | November | November | November |
| Kw       | Mo       | Di       | Mi       | Do       | Fr       | Sa       | So       |
| -------- | -------- | -------- | -------- | -------- | -------- | -------- | -------- |
| 44       |          |          |          |          |          | 1        | 2        |
| 45       | 3        | 4        | 5        | 6        | 7        | 8        | 9        |
| 46       | 10       | 11       | 12       | 13       | 14       | 15       | 16       |
| 47       | 17       | 18       | 19       | 20       | 21       | 22       | 23       |
| 48       | 24       | 25       | 26       | 27       | 28       | 29       | 30       |

| Dezember | Dezember | Dezember | Dezember | Dezember | Dezember | Dezember | Dezember |
| Kw       | Mo       | Di       | Mi       | Do       | Fr       | Sa       | So       |
| -------- | -------- | -------- | -------- | -------- | -------- | -------- | -------- |
| 49       | 1        | 2        | 3        | 4        | 5        | 6        | 7        |
| 50       | 8        | 9        | 10       | 11       | 12       | 13       | 14       |
| 51       | 15       | 16       | 17       | 18       | 19       | 20       | 21       |
| 52       | 22       | 23       | 24       | 25       | 26       | 27       | 28       |
| 1        | 29       | 30       | 31       |          |          |          |          |

## Ereignisse

### Politik und Weltgeschehen

#### Heiliges Römisches Reich

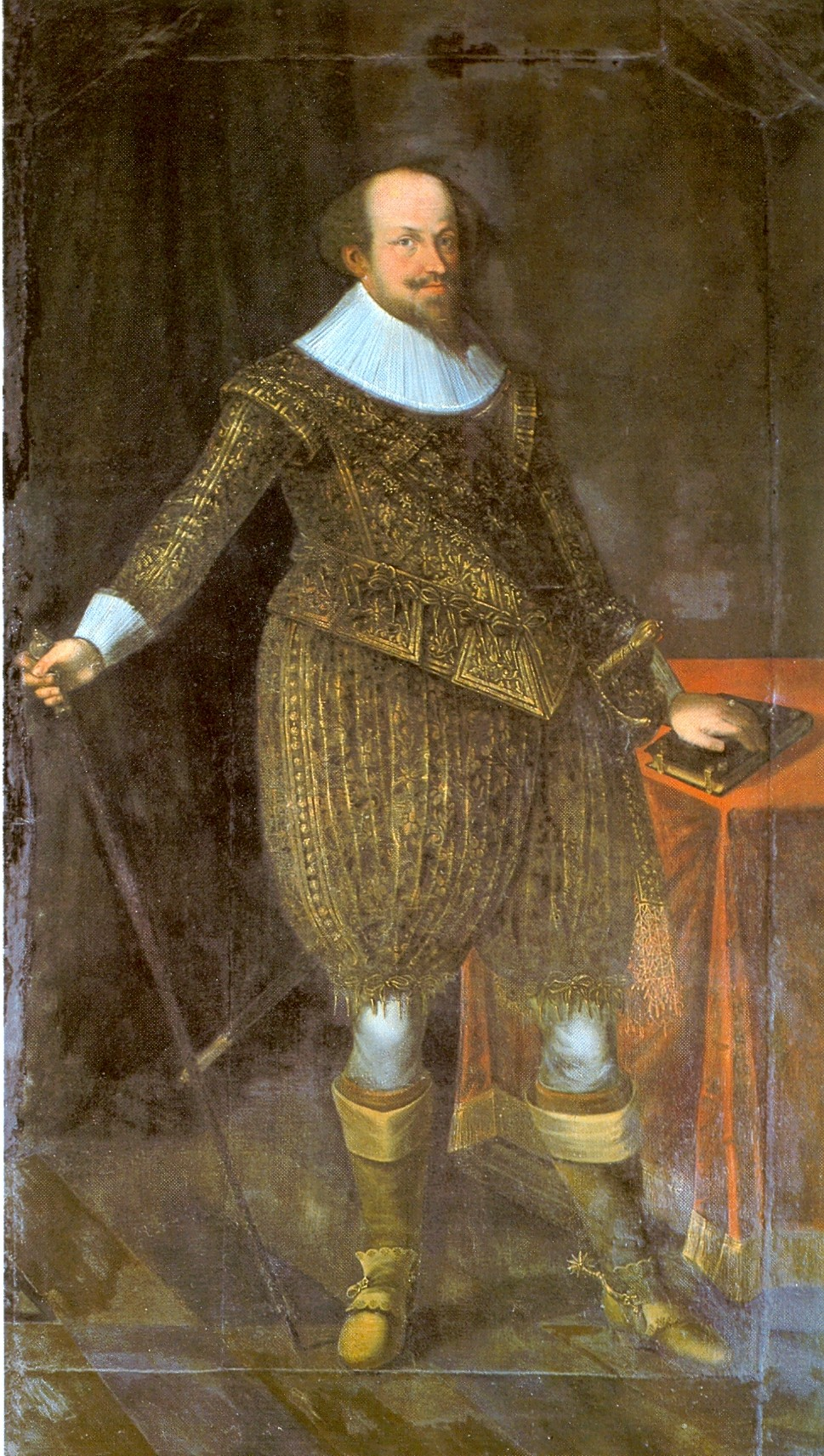
Johann Friedrich von Württemberg

- 29. Januar: Nach dem Tod von Friedrich I. wird sein ältester Sohn Johann Friedrich Herzog von Württemberg und Graf von Mömpelgard.
- 27. April: Der Reichstag in Regensburg endet nach Streitigkeiten über das Kreuz- und Fahnengefecht des Vorjahrs und die darauf folgende rechtswidrige Rekatholisierung der Freien Reichsstadt Donauwörth ohne Reichsabschied. Damit ist das letzte Reichsorgan des Heiligen Römischen Reiches lahmgelegt, eine bedeutende Ursache des Dreißigjährigen Krieges.
- Anfang Mai lädt der Ansbacher Markgraf Joachim Ernst die protestantischen Fürsten Süddeutschlands zu Beratungen nach Auhausen bei Nördlingen ein. Die Tagung beginnt am 12. Mai und dauert fünf Tage.
- 14. Mai: Acht protestantische Reichsfürsten und 17 protestantische Städte gründen die Protestantische Union. Der vorläufig auf zehn Jahre befristete Pakt ist als reines Defensivbündnis formuliert. Noch im gleichen Jahr stoßen weitere Mitglieder zur Union.

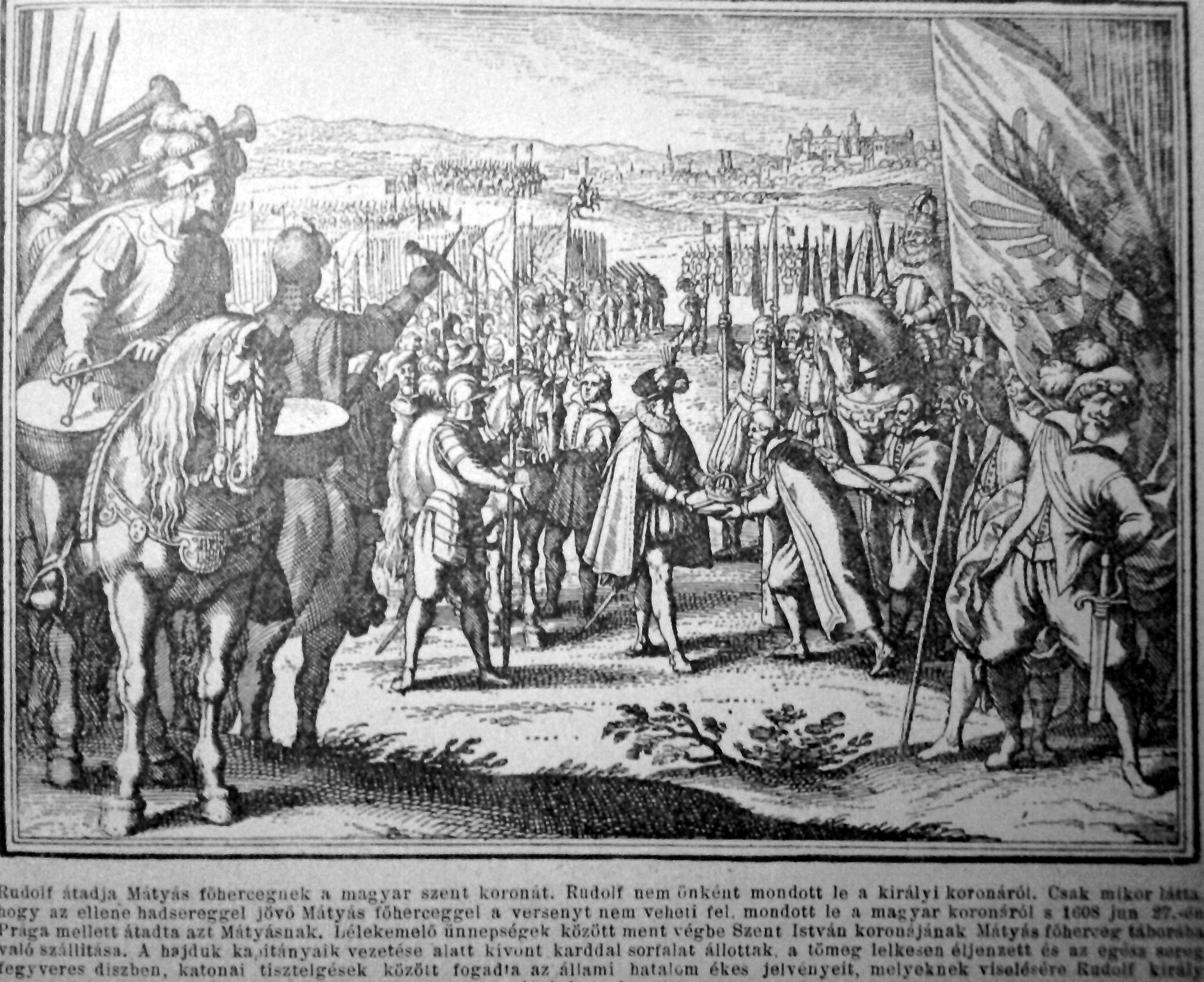
Zusammentreffen von Kaiser Rudolf und Erzherzog Matthias in der Nähe von Prag

- 25. Juni: Nach einem von Matthias von Habsburg organisierten Ständeaufstand muss sein Bruder Rudolf II., Kaiser des Heiligen Römischen Reichs, den Frieden von Lieben unterschreiben. Matthias wird König von Ungarn, Erzherzog von Österreich und Markgraf von Mähren. Rudolf bleibt nur Böhmen, wo Matthias als Nachfolger eingesetzt wird, weiters die Markgrafschaft Lausitz und das Herzogtum Schlesien.

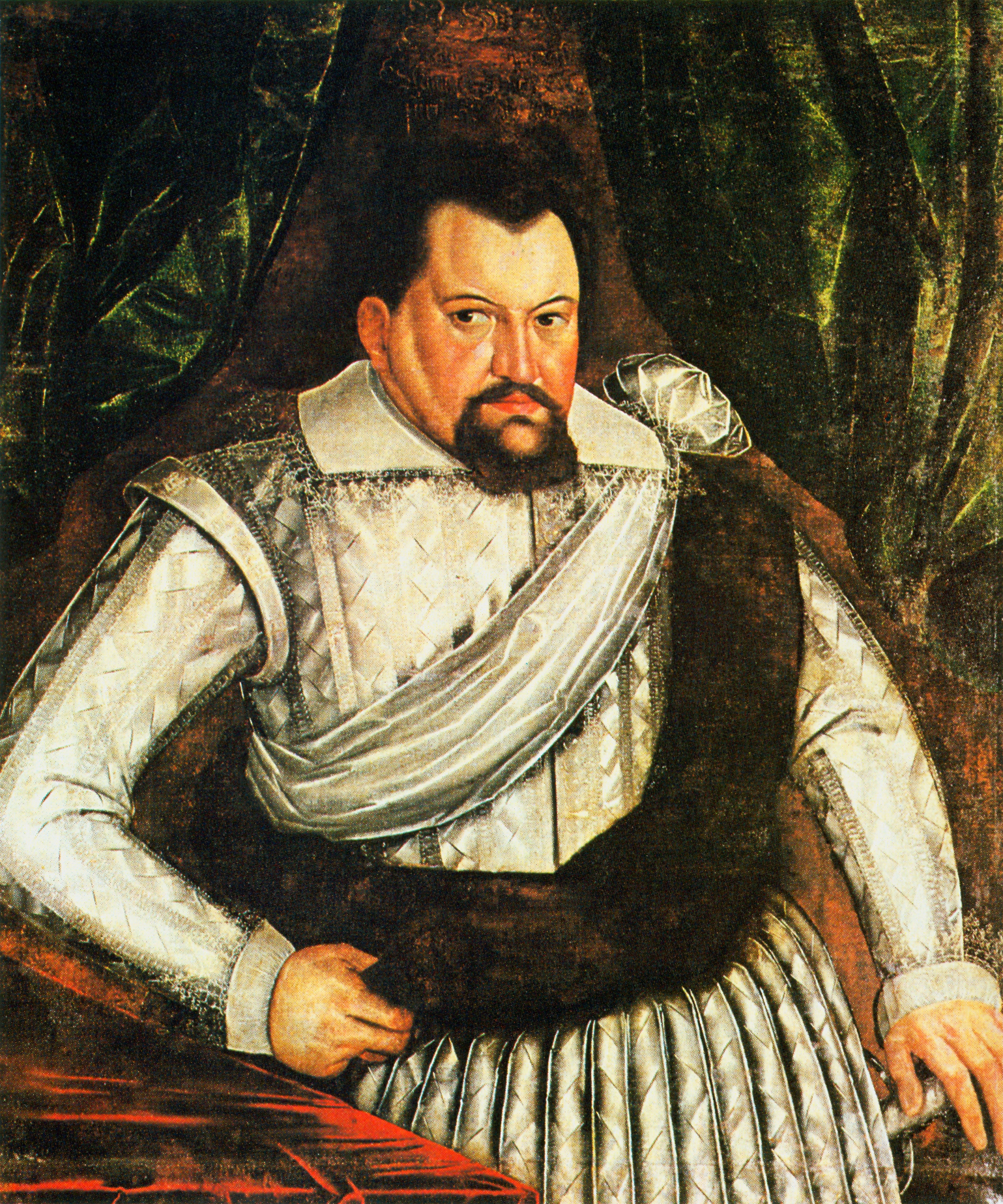
Kurfürst Johann Sigismund von Brandenburg

- 18. Juli: Auf den verstorbenen Joachim Friedrich folgt sein Sohn Johann Sigismund als Markgraf von Brandenburg.

#### Achtzigjähriger Krieg
- 8. November: Bei Wardt kommt es zu einer Schlacht zwischen spanischen und niederländischen Truppen.

#### Siebenbürgen
- 7. März: Gabriel Báthory zwingt mit Unterstützung der Heiducken den seit dem Vorjahr regierenden Sigismund I. Rákóczi zur Abdankung und übernimmt selbst die Herrschaft in Siebenbürgen. Sigismund I. Rákóczi stirbt noch im gleichen Jahr am 5. Dezember.

#### Russland

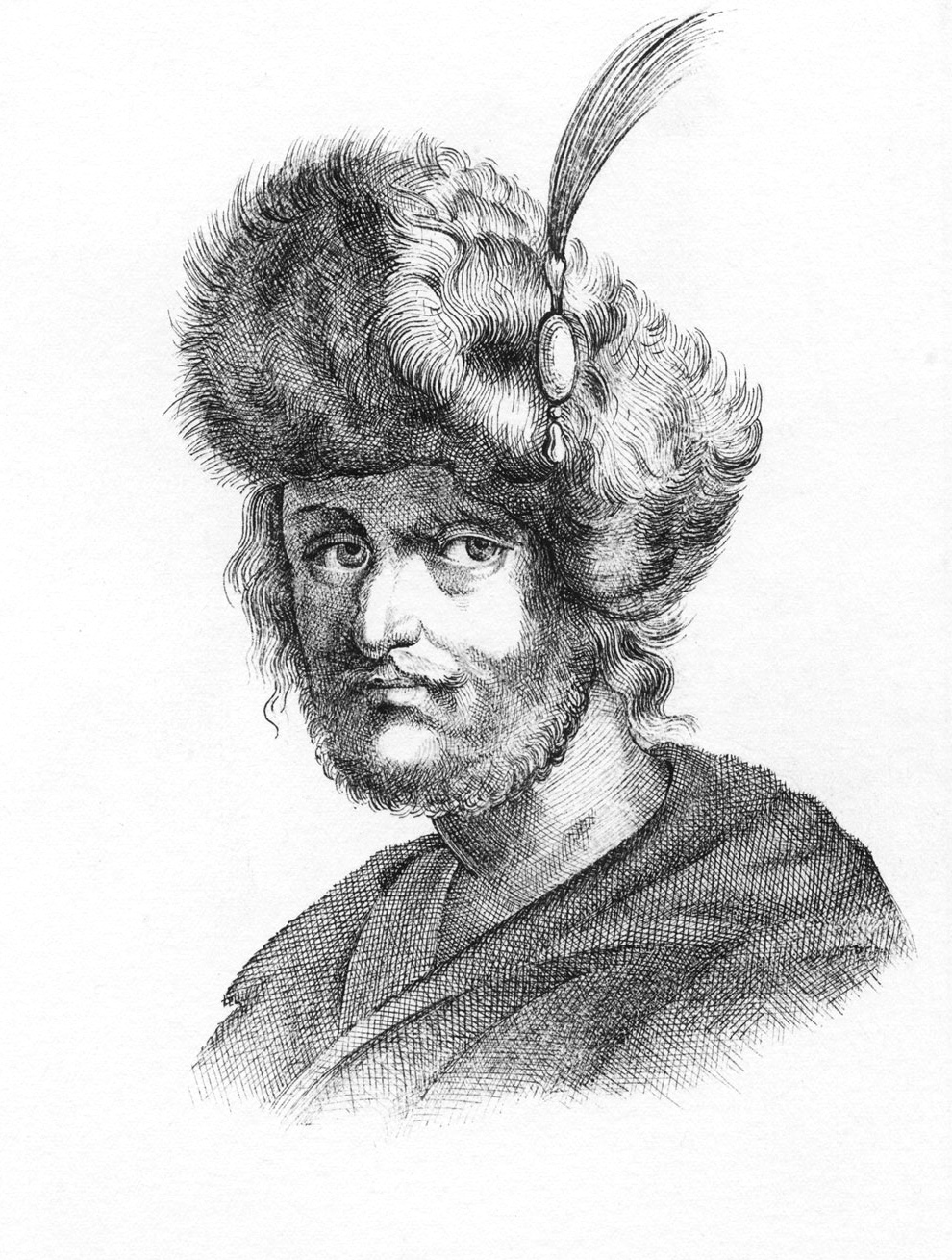
Pseudodimitri II.

- 1. Juni: Die Zeit der Wirren in Russland erlebt einen weiteren Höhepunkt: Die Truppen des Pseudodimitri II., die sich in der zweitägigen Schlacht bei Bolchow (10./11. Mai) am Oberlauf der Oka den Weg freigekämpft haben und über Kozelsk, Kaluga, Moschaisk und Swenigorod weitergezogen sind, erscheinen vor Moskau. Zum Hauptquartier und zur Residenz wird Tušino gewählt, wo der falsche Dimtri eine prunkvolle Hofhaltung entfaltet und eine Gegenregierung zu Wassili Schuiski bildet.

#### Nordamerikanische Kolonien
- 3. Juli: Der französische Entdecker Samuel de Champlain gründet am Sankt-Lorenz-Strom den Ort Québec.
- Der Franzose Samuel de Champlain gründet die Kolonie Neufrankreich.
- Kapitän John Smith, der den meisten aus der Pocahontas-Legende bekannt ist, erkundet die Chesapeake Bay als erster Weißer.
- Zwischen englischen Siedlern in Jamestown, Virginia, und dem Stamm der Powhatan bricht der erste englische Powhatankrieg aus.

### Wirtschaft
- Die Ankerbrauerei in Nördlingen wird erstmals urkundlich erwähnt.
- Für die irische Whiskeydestillerie Bushmills wird die Brennlizenz ausgegeben.

### Wissenschaft und Technik
- 2. Oktober: In der Republik der Sieben Vereinigten Provinzen legt der Brillenmacher Hans Lipperhey dem Rat von Zeeland das erste Fernrohr vor.

### Kultur

#### Architektur und Bildende Kunst

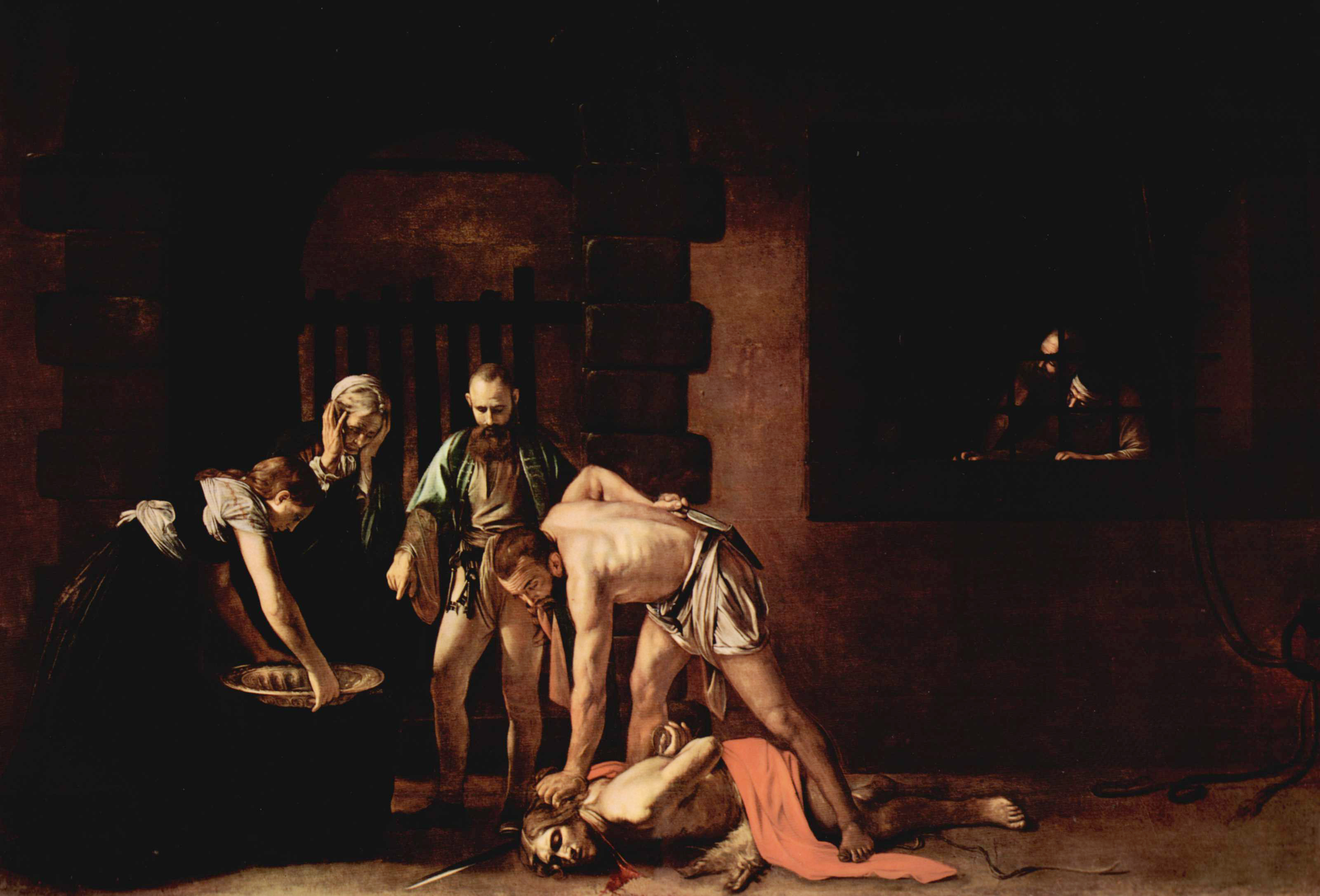
Michelangelo Caravaggio: Die Enthauptung Johannes’ des Täufers, Gemälde 1608
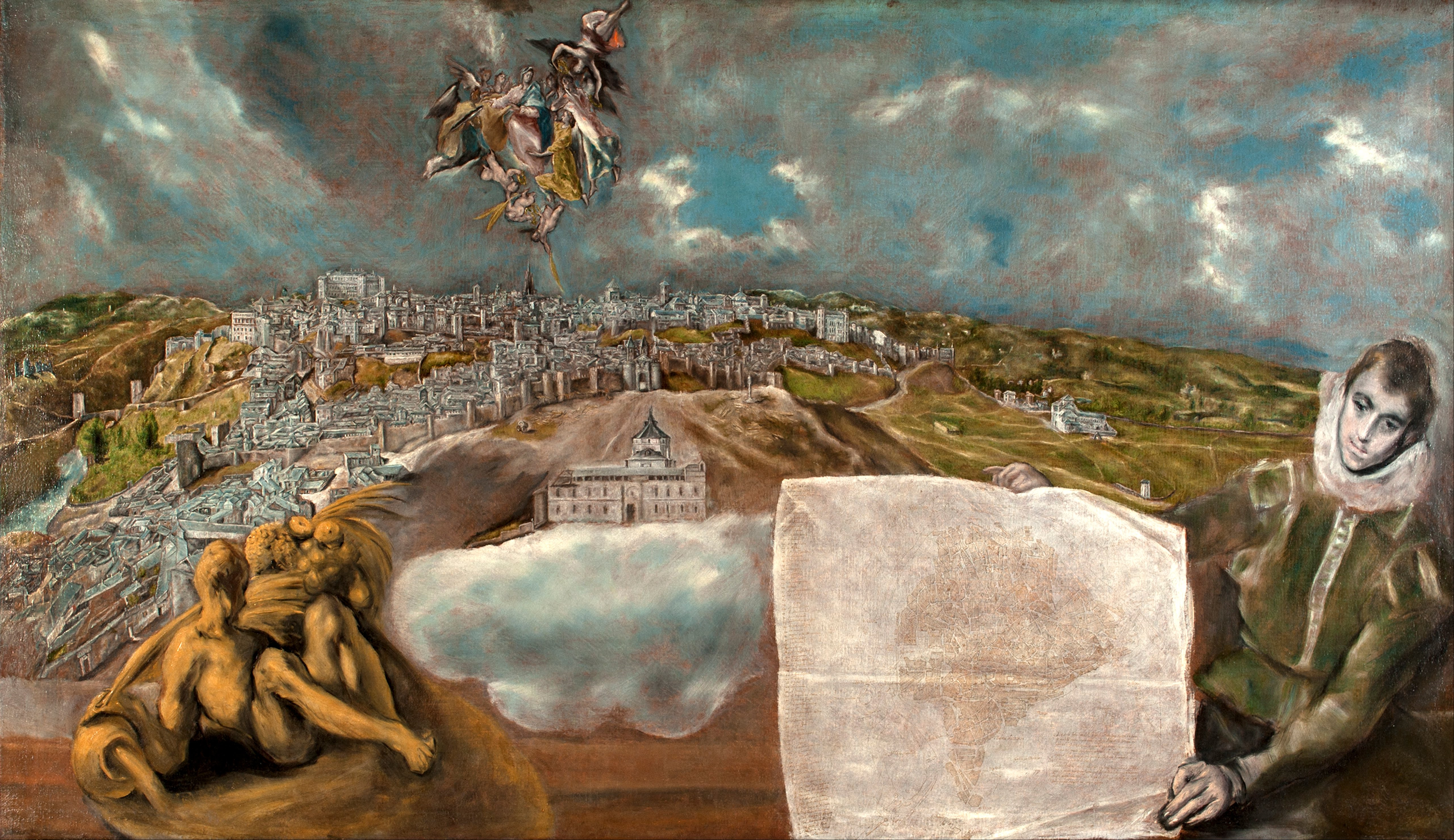
El Greco, Ansicht von Toledo, um 1608
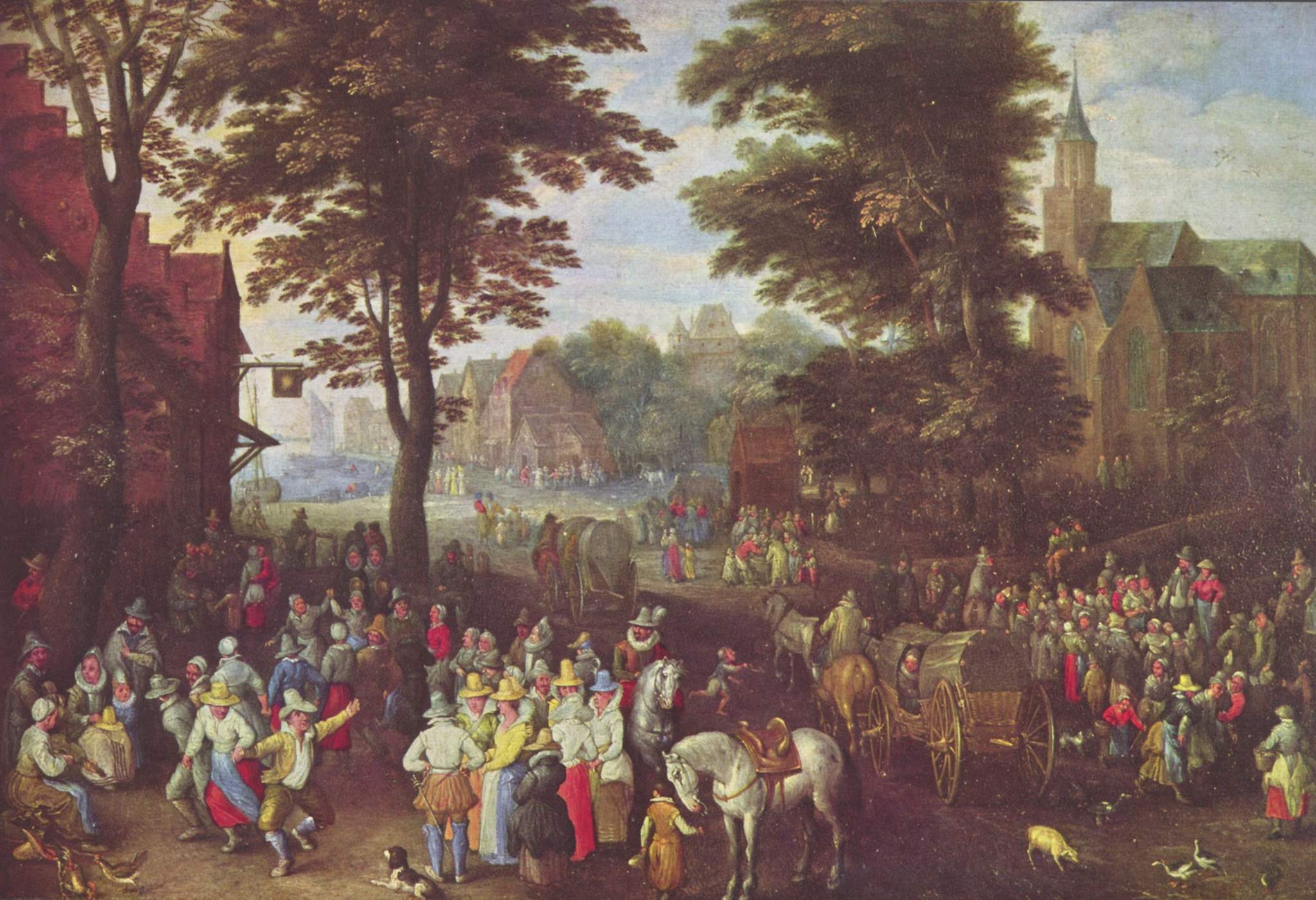
Pieter Brueghel der Jüngere: Ländliche Szene
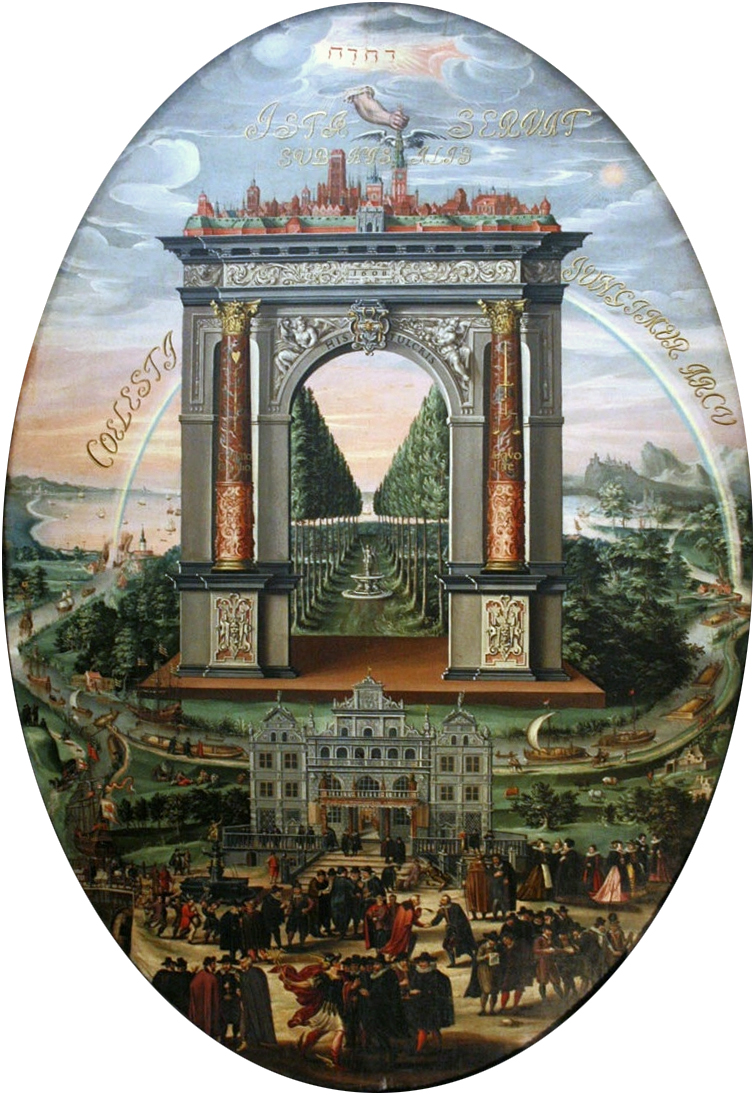
Izaak van den Blocke: Allegorie des Danziger Handels

- Das im Renaissance-Stil erbaute Schloss Salder wird fertiggestellt.

#### Musik und Theater

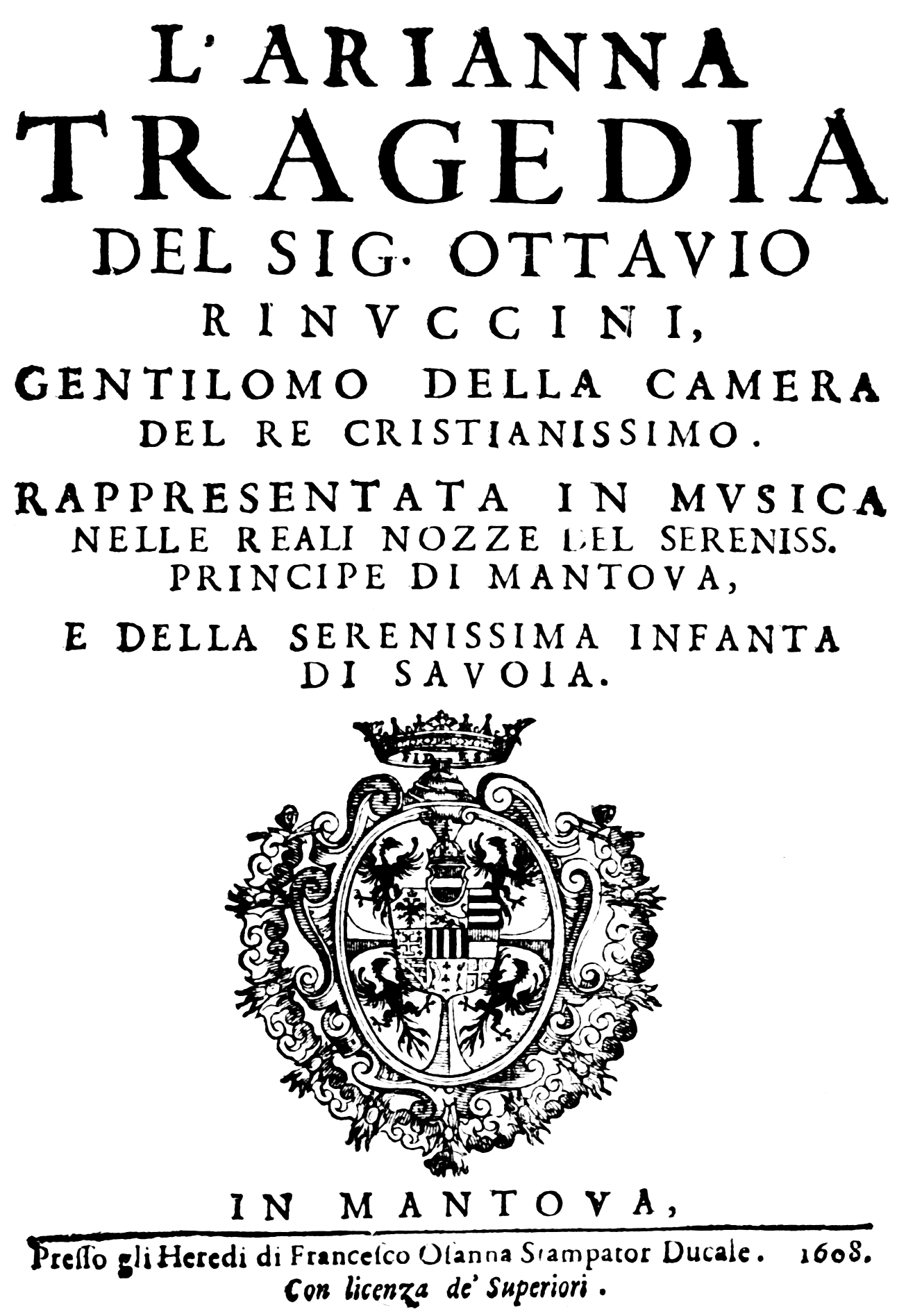
L'Arianna Titelseite des Librettos

- 28. Mai: Die Oper L’Arianna von Claudio Monteverdi hat ihre Uraufführung in Mantua anlässlich der Vermählungsfeierlichkeiten des Prinzen Francesco von Gonzaga mit Margherita von Savoyen. Das Libretto stammt von Ottavio Rinuccini. Es basiert auf der griechischen Sage um Ariadne und Theseus. Von der Oper, die heute verschollen ist, ist nur noch das Lamento erhalten.

### Gesellschaft
- 17. Juni: Das Vogelstaken wird in Lohne 1608 erstmals urkundlich erwähnt. Somit gilt der 17. Juni 1608 als Gründungstag des Schützenvereins Lohne.

## Geboren

### Geburtsdatum gesichert
- 28. Januar: Giovanni Alfonso Borelli, italienischer Physiker und Astronom († 1679)
- 05. Februar: Caspar Schott, deutscher Wissenschaftler († 1666)
- 06. Februar: António Vieira, portugiesischer Jesuit, Theologe und Missionar († 1697)
- 05. April: Zacharias Lund, deutscher Dichter und klassischer Philologe († 1667)
- 07. April: Johann Brunnemann, war ein deutscher Jurist († 1672)
- 18. April: Daniel Colonius der Jüngere, niederländischer Rechtswissenschaftler († 1672)
- 25. April: Gaston de Bourbon, ab 1626 Herzog von Orléans († 1660)
- 19. Mai: Ernst von Anhalt-Bernburg, Obrist im Dreißigjährigen Krieg († 1632)
- 29. Mai: Erasmus Schindler, deutscher Unternehmer († 1673)

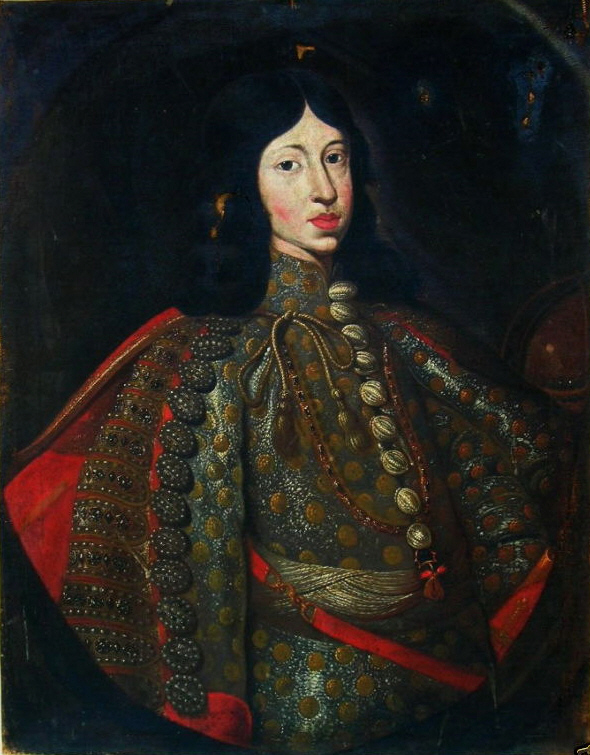
Ferdinand III. um 1620

- 13. Juli: Ferdinand III. von Habsburg, deutscher Kaiser († 1657)
- 26. Juli: Christian Lorentz von Adlershelm, deutscher Politiker († 1684)
- 15. August: Henry Howard, 22. Earl of Arundel, englischer Adeliger († 1652)
- 16. August: Jean-Louis Raduit de Souches, kaiserlicher Feldherr († 1682)
- 15. September: Johann Caspar Unrath, deutscher Rechtswissenschaftler († 1650)
- 03. Oktober: Nicole, Herzogin von Lothringen († 1657)

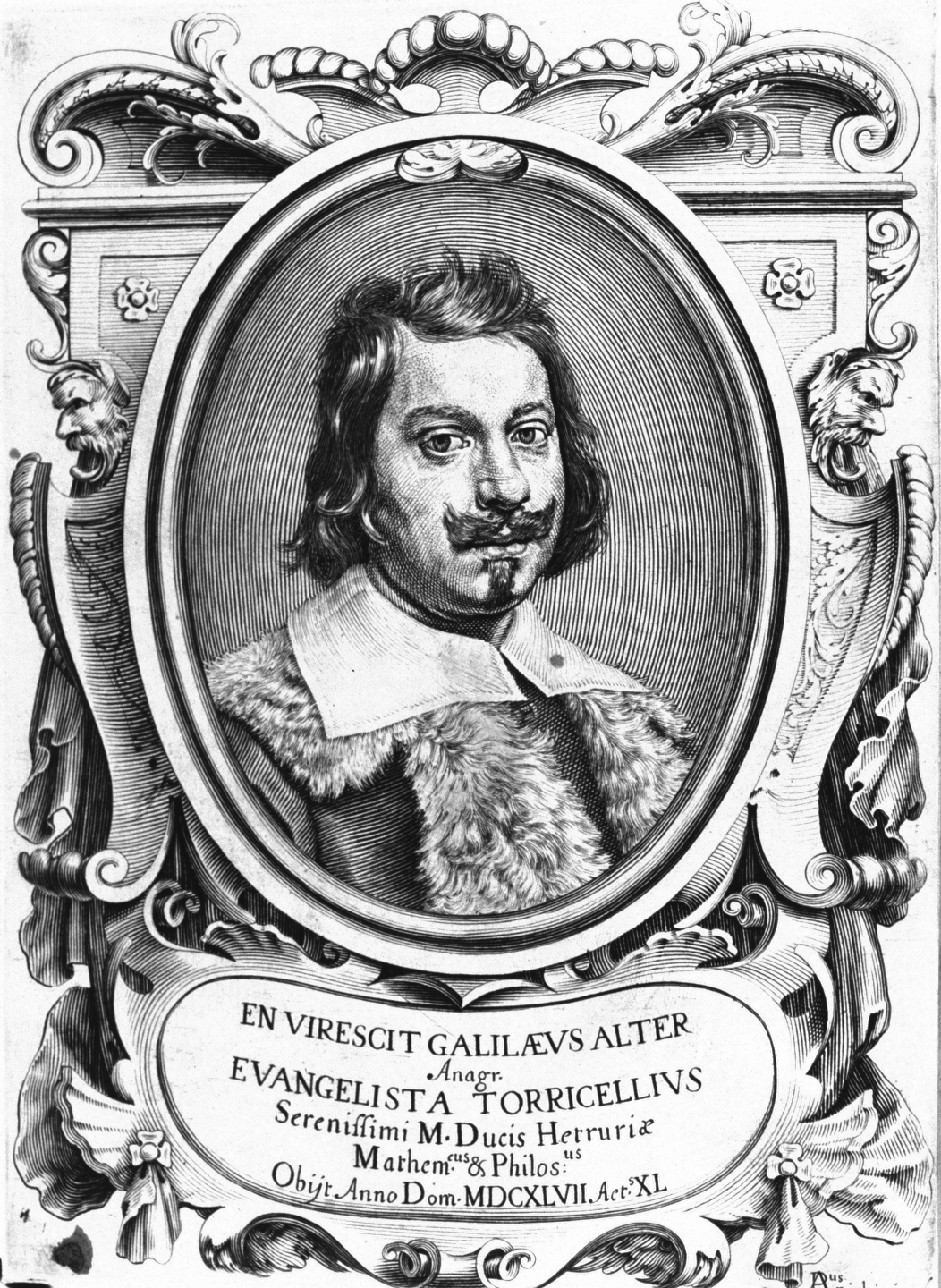
Evangelista Torricelli

- 15. Oktober: Evangelista Torricelli, italienischer Physiker und Mathematiker († 1647)
- 26. November: Andrzej Wiszowaty, polnischer unitarischer Philosoph und Theologe († 1678)
- 29. November: Christoph Matthäus, deutscher Rhetoriker, Historiker und Mediziner in den Niederlanden († 1647)
- 09. Dezember: John Milton, englischer Dichter († 1674)
- 12. Dezember: Johann Bartholomäus Krüger, deutscher Mediziner († 1638)

### Genaues Geburtsdatum unbekannt
- Juni: Richard Fanshawe, 1. Baronet, englischer Dichter, Übersetzer, Diplomat und Politiker († 1666)
- August: Men-Fort Gabriel, Schweizer Geistlicher († 1672)
- Bartolomeo Avanzini, italienischer Architekt († 1658)
- Egbert Jans van Leeuwarden, niederländischer Uhrmacher († 1674)
- Ambrosius Regondi, italienischer Steinmetz und Bildhauer († 1681)

## Gestorben

### Erstes Halbjahr

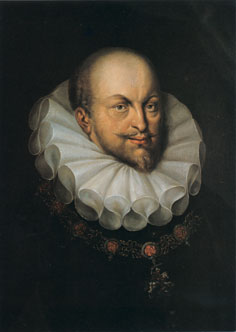
Friedrich I. von Württemberg

- 19. Januar: Bernard Maciejowski, Primas von Polen, Kardinal und Erzbischof von Gniezno (Gnesen) (* 1548)
- 03. Februar: Pantaleon Candidus, reformierter Theologe, Historiker und Autor (* 1540)
- 08. Februar: Friedrich I., Herzog von Württemberg und Graf von Mömpelgard (* 1557)
- 13. Februar: Konstanty Wasyl Ostrogski, ruthenischer Fürst, Woiwode von Kiew (* 1526/27)
- 16. Februar: Maria Manrique de Lara, spanische Hofdame (* 1538)
- 27. Februar: Henri de Bourbon, Herzog von Montpensier (* 1573)
- 09. März: Caterina Martinelli, italienische Sängerin (* 1589)
- 16. März: Seonjo, 14. König der Joseon-Dynastie in Korea (* 1552)
- 18. April: Jakob Christoph Blarer von Wartensee, Bischof von Basel (* 1542)
- 19. April: Thomas Sackville, 1. Earl of Dorset, englischer Staatsmann, Dramatiker und Dichter (* 1536)
- 29. April: Maria Anna von Bayern, Erzherzogin von Innerösterreich-Steiermark (* 1551)
- 14. Mai: Karl III., Herzog von Lothringen (* 1543)
- 27. Mai: Alessandro Vittoria, italienischer Bildhauer und Medailleur (* 1525)
- 01. Juni: Marie Eleonore von Jülich-Kleve-Berg, Herzogin von Preußen (* 1550)
- 06. Juni: Bernardo Buontalenti, italienischer Maler, Architekt und Theatermaschinist (* 1531)
- 19. Juni: Johannes Pistorius der Jüngere (Niddanus), deutscher Arzt, Historiker, katholischer Theologe und Politiker (* 1546)

### Zweites Halbjahr
- 09. Juli: Lucas Bacmeister der Ältere, lutherischer Theologe und Kirchenliedkomponist (* 1530)
- 12. Juli: Margarethe von Dietz, Tochter des Landgrafen Philipp I. von Hessen (* 1544)
- 18. Juli: Marquard von Ahlefeldt, Herr auf Gut Haselau und Kaden (* 1571)
- 18. Juli: Joachim Friedrich, von 1598 bis 1608 Kurfürst von Brandenburg (* 1546)
- 21. Juli: Johannes Angelus, deutscher Theologe (* 1542)
- 26. Juli: Pablo de Céspedes, spanischer Maler, Bildhauer, Architekt und Schriftsteller (* 1538)
- 13. August: Giovanni da Bologna, flämisch-italienischer Bildhauer (* 1529)
- 02. September: Jerónimo Xavierre, spanischer Dominikaner und Kardinal (* 1546)
- 28. September: Henri de Joyeuse, französischer Kapuziner und Heerführer in den Religionskriegen, Marschall von Frankreich (* 1563)
- 09. Oktober: Pompeo Leoni, italienischer Bildhauer, Medailleur und Kunstsammler (* 1530 oder 1533)
- 19. Oktober: Martin Anton Delrio, flämischer Jesuit und Hexentheoretiker (* 1551)
- 19. Oktober: Geoffrey Fenton, englischer Staatsmann (* um 1539)
- 26. Oktober: Valentin Forster, deutscher Jurist (* 1530)
- 26. Oktober: Philipp Nicolai, lutherischer Hofprediger und Pfarrer in Alt Wildungen, Unna, Hamburg, Herdecke und Liederdichter (* 1556)
- 26. Oktober: Gertrud von Plettenberg, Mätresse des Kölner Erzbischofs Ernst von Bayern
- 26. Oktober: Juan Pantoja de la Cruz, spanischer Maler (* 1553)
- 10. November: Andrea Lancelotto Avellino, italienischer Ordenspriester und katholischer Heiliger (* 1521)
- 14. November: Bartolomé Carducho, italienischer Maler (* um 1560)
- 05. Dezember: Sigismund I. Rákóczi, Fürst von Siebenbürgen (* 1544)
- 29. Dezember: Martin Schalling der Jüngere, deutscher lutherischer Theologe und Reformator (* 1532)

### Genaues Todesdatum unbekannt
- Francesco Curia, neapolitanischer Maler (* nach 1550)
- Bess of Hardwick, englische Adelige (* 1527)